# Trägheitsfusion

Stationen des Zündens einer Trägheitsfusionsreaktion:
1. Laser- oder Röntgenstrahlung heizt das nur mm-große Fusionstarget auf der Oberfläche als Plasma auf.
2. Der Fusionsbrennstoff wird durch den nach innen gerichteten Implosionsdruck der äußeren Schicht komprimiert.
3. Der Brennstoff erreicht die zum Zünden nötige hohe Dichte und Temperatur.
4. Kernfusionsprozesse finden statt und die dabei entstehenden Neutronen und Heliumatomkerne setzen ein Vielfaches der eingesetzten Energie frei.
Anm.: Blaue Pfeile stehen für nach innen gerichtete Strahlungsprozesse, orange für nach außen gerichtete; violette stellen die zur Kompression dienende thermische Energie (Schockwelle) dar

Als Trägheitsfusion, englisch inertial confinement fusion (ICF), werden Kernfusionsverfahren bezeichnet, bei denen für sehr kurze Zeit geeignete Bedingungen für thermonukleare Reaktionen, meist die Verschmelzung der Wasserstoffkerne Deuterium und Tritium, geschaffen werden.
Die Trägheitsfusion ist eine Alternative zur Fusion mit magnetischem Einschluss, die z. B. in Tokamak- oder Stelleratorreaktoren realisiert werden kann.
Ein mit der ICF verwandtes Prinzip wird in thermonuklearen Waffen, wie der Wasserstoffbombe, eingesetzt, weshalb das Prinzip in sensitiven Forschungsbereichen seit jeher der Geheimhaltung unterliegt. Die grundlegenden Prinzipien (Physik) wurden jedoch vom Department of Energy (DOE) durch einen Prüfungsausschuss für die zivile Forschung freigegeben.
ICF wird aktiv in den USA am Lawrence Livermore National Laboratory (LLNL) und an der University of Rochester erforscht. Es gibt jedoch auch große Anlagen in anderen Ländern, wie Frankreich, Russland, Japan oder China. Mögliche zivile Anwendungen von ICF als Energiequelle werden verstärkt seit den 2010er Jahren im Rahmen der Forschung untersucht.

## Prinzip
Anders als beim magnetischen Einschluss des Fusionsplasmas in einem Kernfusionsreaktor wird bei dem ursprünglich überwiegend für militärische Anwendungen entwickelten Trägheitseinschluss das Lawson-Kriterium dadurch erfüllt, dass der Brennstoff in einem Millimeter-großen, kugelförmigen Fusionstarget durch sehr schnelle Energiezufuhr extrem verdichtet und auf die erforderliche Temperatur von etwa 100 Millionen Grad aufgeheizt wird.
Eine mehrtausendfache Dichtekompression ist Voraussetzung dafür, dass die bei der Fusion erzeugten energiereichen Heliumatomkerne ihre Energie durch Stöße wieder im Brennstoff abgeben. Nur dadurch ist es möglich, dass ein Großteil des Brennstoffs durch Kernfusion „abbrennt“. Die dafür nötige Einschlussdauer beträgt dann nur Nanosekunden. Während dieser kurzen Zeit genügt die Massenträgheit des Plasmas selbst, um es zusammenzuhalten; daher die Bezeichnung Trägheitsfusion. Die Trägheitsfusion wird daher auch als Miniaturisierung der Wasserstoffbombe bezeichnet.

## Historische Entwicklung

### Militärische Anwendungen
Historisch entstand das Interesse an der Trägheitsfusion als Ersatz für das Verbot oberirdischer Kernwaffentests zur Weiterentwicklung von Nuklearwaffen im Atomteststoppvertrag aus dem Jahr 1963. Ein Vorteil der Trägheitsfusion als Miniaturisierung der Wasserstoffbombe wurde auch darin gesehen, mit den sehr kleinen (Milligramm-)Brennstoffmengen in einer gut zugänglichen Reaktionskammer wissenschaftliche Untersuchungen durchführen zu können.
Die Arbeiten zur Trägheitsfusion gewannen erheblich an Bedeutung, nachdem seit den frühen 1970er Jahren auch leistungsfähige Neodym-Glas-Laser zur Verfügung standen. Erstmals öffentlich dargelegt wurden 1972 die Überlegungen zur Trägheitsfusion mit Lasern und einer damit möglichen Energieerzeugung in einem Nature-Artikel von John Nuckolls und Kollegen. Zur weltweit führenden Einrichtung auf diesem Gebiet entwickelte sich in den späten 1970er Jahren das Lawrence Livermore National Laboratory in den USA mit dem Shiva-Laser und in den 1980er Jahren dem deutlich leistungsfähigeren NOVA-Laser. Maßgeblich für diese Entwicklung war auch das umfangreiche LASNEX-Computerprogramm, das die physikalischen Prozesse weitgehend modellieren konnte und bereits als Basis für die Konzipierung und Auswertung von Nova-Experimenten diente.
Nova konnte zwar das Ziel der Zündung eines Fusionstargets nicht erreichen, lieferte aber eine breite wissenschaftliche Grundlage für die Genehmigung des Baus der weit größeren Anlage NIF (National Ignition Facility) am Lawrence Livermore National Laboratory ab 1997. Die anfänglich auf 1,2 Mrd. US-$ geschätzte Finanzierung von NIF im Rahmen des sog. „Stockpile Stewartship“-Programms zum Erhalt der Kernwaffenkapazität ohne Nukleartests belief sich bis zur tatsächlichen Inbetriebnahme am Ende auf 3,5 Mrd. US-$.
Mit NIF vergleichbar ist die ebenfalls militärischen Zielen gewidmete französische Versuchsanlage LMJ (Laser Mégajoule), deren Bau 2004 in der Nähe von Bordeaux begann und die 2025 die volle Leistung erreichen soll.

### Zivile Forschung
Bestrebungen, die Trägheitsfusion für die zivile Energiegewinnung zu erforschen, waren in der Anfangszeit erheblich dadurch eingeschränkt, dass ihre militärische Nutzung in den USA und in weiteren Ländern mit Kernwaffenprogrammen (u. a. Großbritannien, Frankreich) einer offenen, zivilen Forschung und Anwendung im Wege stand. Die schrittweise Aufhebung eines Großteils der militärischen Geheimhaltung in den USA mit Beginn der 1990er Jahre trug in der Folge nicht unerheblich zur wissenschaftlichen Erforschung dieses Konzepts bei. NIF blieb zwar primär auf militärische Anwendungen ausgerichtet, verfolgt aber auch das Ziel, zur Entwicklung astrophysikalischer Forschung und den Grundlagen für eine nachhaltige Energiequelle beizutragen. Als Nebenmotiv für die hohen Investitionen in diese Anlagen wurde teils auch die „Soziologie der Waffenlabore“ angeführt, da diese nach dem Zurückfahren der atomaren Aufrüstung neue Projekte bräuchten, um junge Wissenschaftler anzuziehen.
Größere Anlagen, die ausschließlich der zivilen Grundlagenforschung und Energiegewinnung mittels Trägheitsfusion dienen, gingen seit den 1990er Jahren mit den OMEGA-Laseranlagen an der University of Rochester, USA, sowie der GEKKO-Anlage in Osaka, Japan, in Betrieb. GEKKO ist weltweit auch die größte Anlage der Trägheitsfusion in einem Land ohne eigene militärische Kernenergieforschung.
Daneben entstanden weltweit viele mittlere und kleine Anlagen, in denen mit modernen Hochleistungslasern die Physik „dichter Plasmen“ auch im Hinblick auf die Trägheitsfusion untersucht wurde und zum Teil heute noch untersucht wird, so beispielsweise in Deutschland mit dem PHELIX-Laser an der GSI.

## Verfahren
Durch energiereiche, genügend fein fokussierbare Licht- oder Teilchenstrahlen kann eine kleine Menge Fusionsbrennstoff innerhalb eines Reaktorgefäßes sehr schnell aufgeheizt werden. Dabei wird zwischen zwei Verfahren unterschieden, dem indirect drive und dem direct drive. Eine Weiterentwicklung ist die fast ignition-Methode sowie die lasergetriebene „Strahlfusion“.

### Indirect Drive
Beim indirect drive gelangt die Laserenergie – mindestens zwei Strahlen aus entgegengesetzten Richtungen, in den meisten Konzepten aber eher zwei Bündel von vielen Strahlen – durch kleine Öffnungen in das Target, einen Hohlkörper von einigen Millimetern Größe. In dessen Innerem befindet sich das eigentliche Fusionstarget, eine kleine Kugel aus einigen Milligramm Fusionsbrennstoff in fester Form, etwa ein gefrorenes Deuterium-Tritium-Gemisch. Die Strahlen treffen auf die Innenwand eines Targets und heizen sie so auf, dass das entstehende Plasma im Röntgenbereich thermisch strahlt. Durch Strahlungstransport werden alle Oberflächen, einschließlich der des Fusionstargets, gleichmäßig erhitzt, siehe Hohlraumstrahlung. Das von der Oberfläche wegfliegende Plasma führt über den dabei auftretenden Rückstoßeffekt dazu, dass der restliche Brennstoff konzentrisch zusammengedrückt wird. Im Zentrum der dabei auftretenden, kugelförmigen Schockwelle reicht die Temperatur aus für eine Fusionsreaktion.

### Direct Drive
Alternativ dazu wird beim direct drive die mit dünnem Glas oder Metall umhüllte Brennstoffkugel direkt mittels der als Treiber dienenden Strahlen komprimiert. Diese Methode erfordert erhöhte Präzision, da die Rayleigh-Taylor-Instabilität jede Abweichung von der exakten Kugelsymmetrie verstärkt und damit die erforderliche Kompression verhindern würde. Sie hat aber den Vorteil, dass die Energieübertragung auf das Laser-Fusionstarget deutlich effizienter ist als beim indirect drive Verfahren.

### Fast Ignition
Ein weiteres – in den späten 1990er Jahren am Lawrence Livermore National Laboratory entwickeltes – Verfahren ist die fast ignition-Methode, bei der Kompression und Zündung getrennt herbeigeführt werden. Dabei wird ein zusätzlicher hochintensiver und extrem kurzer Laserpuls auf das zuvor komprimierte Fusionstarget gerichtet, der es möglichst zentral bis zur Fusionszündung aufheizen soll. Dieses zunächst mit hohen Erwartungen verknüpfte Verfahren stellte sich, aufgrund der komplizierten Physik des Eindringens des Laserpulses in den hochkomprimierten Brennstoff, als schwierig heraus. Es wird aber immer noch – auch experimentell – weiterverfolgt.

## Forschungsüberblick
Ein wichtiger Unterschied zwischen Experimenten mit jeweils einzelnen „Schüssen“ – bei NIF typisch 1–2 pro Tag – und einem dauerhaft Nutzenergie liefernden Reaktor liegt darin, dass im Reaktor die Targets in schneller Folge (mehrere pro Sekunde) positioniert und gezündet werden müssen. Außerdem setzt ein Netto-Energiegewinn einen ausreichend hohen Wirkungsgrad der sog. „Treiber“ voraus, die die Energie für die Zündung der Fusionstargets liefern sollen.
Der Schwerpunkt der Forschung lag aber bisher auf dem experimentellen Nachweis der „einmaligen“ Zündung eines Fusionstargets mit ausreichendem Energiegewinn. Theoretische Studien über geeignete Treiber für Nutzenergie beinhalteten bis in die 1990er Jahre auch Ionenstrahlen statt Laserstrahlen aufgrund eines günstigeren Wirkungsgrads und höherer Schussfolgeraten.
Die Entwicklung extremer Hochleistungslaser hatte auch ein neues Interesse an der neutronenfreien Proton-Bor-Reaktion zur Folge.

### Lasergetriebene Versuchsanlagen

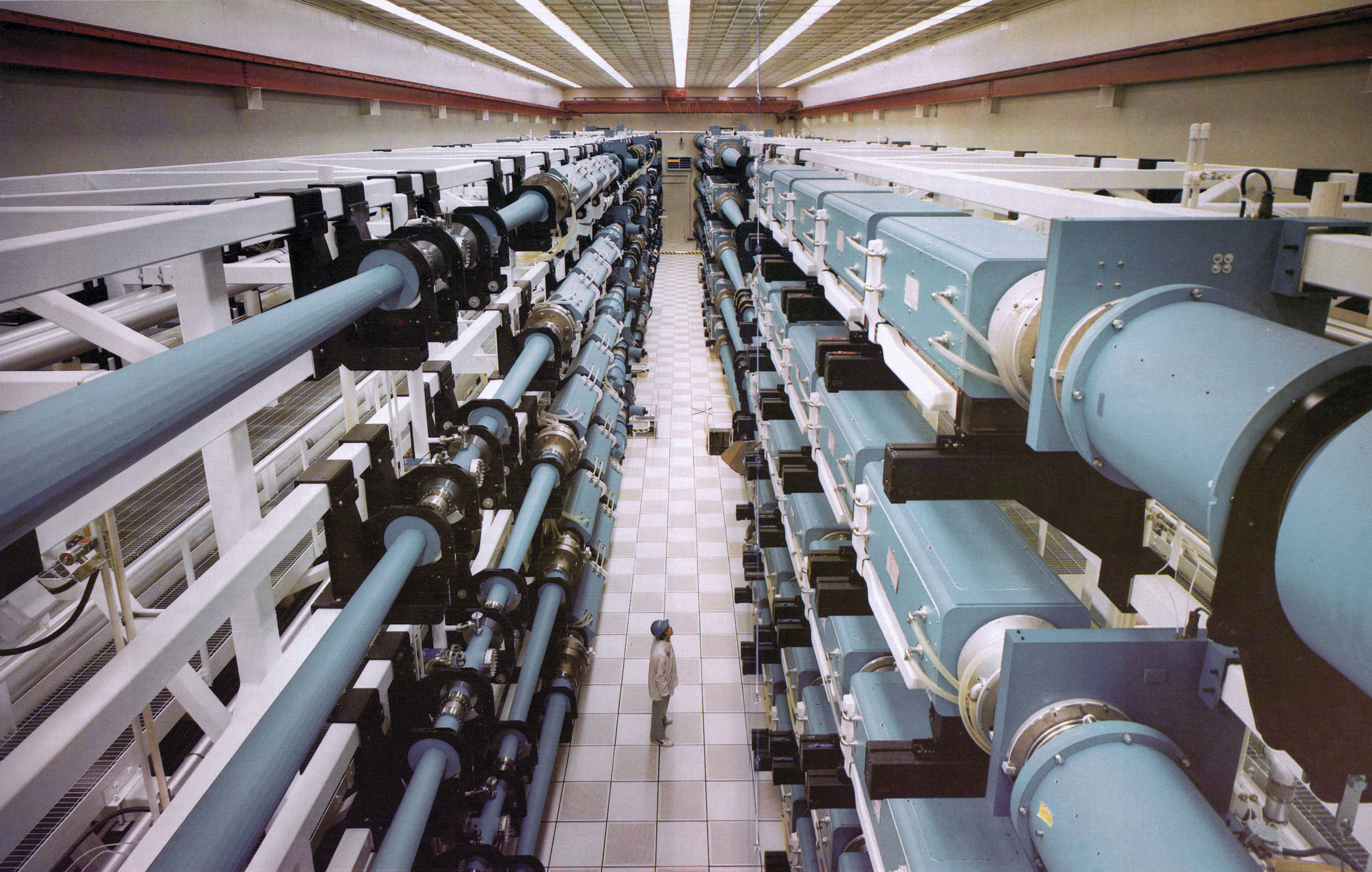
Der ältere Hochleistungslaser NOVA am Lawrence Livermore National Laboratory

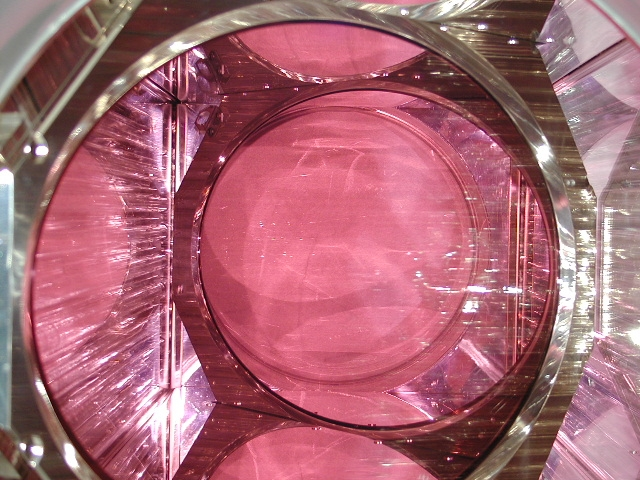
Blick ins Innere eines A315-Verstärkers (zweitgrößter Verstärker, freier Strahldurchmesser 315 mm) des NOVA-Systems (USA) und des PHEBUS (Frankreich). Der Verstärker wird seit 2003 in Deutschland für das Hochenergie-Lasersystem PHELIX als Hauptverstärker eingesetzt

#### National Ignition Facility (USA)
Das NIF (National Ignition Facility) befindet sich am Lawrence Livermore National Laboratory im kalifornischen Livermore. Auf einer Fläche von 20.000 m² wurden 192 Hochleistungslaser installiert, deren Strahlen in einer kugelförmigen Reaktionskammer von 10 Metern Durchmesser zusammenlaufen. In der Mitte der Kammer wird der wenige Millimeter große Hohlraum für den indircet drive angebracht. Die Anlage hat 2009 den vollen Betrieb aufgenommen. Im Oktober 2010 wurde erstmals ein vollwertiger Schuss in ein tritiumhaltiges Fusionstarget eingekoppelt. Im Juli 2012 wurde eine Spitzenleistung des Laserpulses von 500 Terawatt mit 1,85 Megajoule Energie erzielt, ein Weltrekord für Hochleistungslaser.
Im Oktober 2013 verkündete das Lawrence Livermore National Laboratory durch eine Presseerklärung einen „Scientific breakeven“ als wissenschaftlichen Durchbruch. Das Labor definierte dabei als Kriterium, dass durch Kernfusion mehr Energie – nämlich 14 Kilojoule – erzeugt wurde gegenüber den 10 Kilojoule, die durch den Laser in den heißesten Teil des Brennstoffs transferiert wurden, der die Fusionsreaktionen lieferte. Dieser Definition wurde von Kritikern widersprochen, die das bislang übliche Kriterium des Vergleichs mit der deutlich größeren Laserenergie (1,8 Megajoule) zitierten, wonach das Ergebnis um mehr als einen Faktor 100 von einem „Scientific breakeven“ entfernt war. Im August 2021 berichtete das LLNL von der Erzeugung von immerhin 1,35 MJ Fusionsenergie nach dem Einsatz von 1,9 MJ Laserenergie, und NIF befand sich somit nun tatsächlich nahe an dem Ziel des „Scientific breakeven“.
Das dem Ziel der Energieerzeugung gewidmete und 2008 begonnene Programm LIFE (Laser Fusion Energy Program) am Lawrence Livermore National Laboratory wurde über 2013 hinaus nicht verlängert. Das wurde auch auf die umstrittene Informationspolitik des Labors zurückgeführt, das bereits 2011 für Mitte der 2020er Jahre einen 400-Megawatt-Demonstrationsreaktor in Aussicht gestellt hatte.
Das DOE beschrieb 2016 Pläne der Weiterentwicklung in Richtung Zündung – trotz bestehender Zweifel an NIF. So wurde 2018 durch Weiterentwicklung der Symmetrie bei der Kompression des Fusionstargets der Fusionsgewinn auf 54 Kilojoule erhöht.
Am 13. Dezember 2022 gaben das DOE, die NNSA und das NIF offiziell bekannt, ein Kernfusionsexperiment des Instituts habe am 5. Dezember erstmals eine höhere Energie ergeben (nämlich 50 % mehr), als dem Hohlraum zuvor über die eingestrahlte Laserenergie zugeführt worden war (3,15 MJ Output / 2,05 MJ Input).
Wird allerdings die indirekte Energieverwendung durch die genutzten Laser berücksichtigt, liegt die gewonnene Energie lediglich bei rund einem Prozent der aufgewendeten elektrischen Energie (3,15 MJ Output / 322 MJ Input). Auch wenn in späteren Experimenten die Energieausbeute weiter gesteigert werden konnte (z. B. 5,2 MJ Output / 2,2 MJ Input im Februar 2024 – zum Vergleich: 2,2 MJ entsprechen dem Kaloriengehalt einer 100-Gramm-Tafel Vollmilchschokolade), ist die National Ignition Facility dementsprechend nicht auf das Erreichen der gleichen thermischen Ausgangs- wie elektrischen Eingangsenergie („Engineering breakeven“) und schon gar nicht zur wirtschaftlichen Energiegewinnung („Economic breakeven“) ausgelegt; zudem müssten die Einzel-Fusionen in einem Kraftwerk mit hohen Wiederholungsraten (10 Hz und mehr, anstatt höchstens täglich wie am NIF) durchgeführt werden.

#### LMJ (Frankreich)
Das französische LMJ (Laser Mégajoule) wurde seit 1994 in der Nähe von Bordeaux entwickelt und seit 2004 aufgebaut. Das Ziel war, mit 1,8 Megajoule Laserenergie in 176 Einzelstrahlen und einer ähnlichen Technologie wie NIF indirect drive-Experimente militärischer Art, aber auch zu grundlegenden Fragestellungen durchzuführen. Bis 2014 wurde mit einer ersten Strahlführung, dem LIL (ligne d’intégration laser), die eingesetzte Technik erprobt und für Experimente angeboten. Der eigentliche Betrieb setzte ab 2014 mit einer schrittweisen Vervollständigung der Strahlführungen ein. Dabei wurde auch mit dem Projekt PETAL (PETawatt Aquitaine Laser) ein Zeichen der Öffnung für nichtmilitärische (akademische) astrophysikalische Forschung gesetzt, bei der ein Petawatt-Laser zum Einsatz kommen sollte. Projektträger ist das CEA (Commissariat à l’énergie atomique et aux énergies alternatives), die französische Atomenergiebehörde, die auch für militärische Forschung zuständig ist. Im Unterschied zu NIF sind über eventuelle Fortschritte in Richtung Trägheitsfusion kaum Informationen zugänglich (Stand 2021).

#### HiPER (EU)
Die Laserfusionsanlage HiPER (High Power laser Energy Research facility) sollte als europäische Fusionsanlage die fast ignition-Technik anwenden und die Machbarkeit der Laserfusion als Energiequelle demonstrieren. Die Vorbereitungsphase (2008–2013) am britischen Rutherford Appelton Laboratory ist nicht in die geplante anschließende Entwicklungs- und Bauphase übergeführt worden, was auch aus der Inaktivität der HiPER-Webseite seit 2014 geschlossen werden kann.

#### Aktuelle Untersuchungen
Sowohl experimentelle als auch theoretische Untersuchungen zu fast ignition finden noch an der OMEGA-Anlage in Rochester und im FIREX-Projekt an der Osaka-University, aber auch an NIF statt.

### Ionenstrahltreiber
Für Kraftwerkszwecke, also eine Netto-Energiegewinnung, galten die mit Blitzlampen gepumpten Festkörperlaser, die noch bei NIF und LMJ eingesetzt wurden, bis in die 1990er Jahre wegen eines zu geringen Wirkungsgrads und nur niedriger Schuss-Folgefrequenz als ungeeignet, so dass sich das Interesse auch den Ionenstrahl-Treibern als Alternative zuwandte. Dem trat die in den 1990er Jahren durch Massenproduktion einsetzende technische Weiterentwicklung und zugleich preisliche Verbilligung von diodengepumpten Lasern entgegen.

#### Schwerionenstrahlen
Diese zeichnen sich dadurch aus, dass sie selbst bei höherer Energie eine ausreichend kurze Reichweite in dichter Materie aufweisen, um ihre Energie an das Fusionstarget abzugeben. Zudem steht für Schwerionenstrahlen eine ausgereifte Technik von Beschleunigern der Kern- und Hochenergiephysik zur Verfügung, die einen hohen Wirkungsgrad und auch eine günstige Schuss-Folgefrequenz ermöglicht. Bis Ende der 1990er Jahre wurde das Verfahren in verschiedenen theoretischen Studien in den USA und in Europa untersucht. Darunter fiel auch die HIDIF-Studie einer europäischen Studiengruppe unter der Leitung von CERN und GSI von 1995 bis 1998. Die Studie zeigte auf, dass die Energieerzeugung mit Schwerionenstrahlen auf der Basis des eigentlich für die Zündung mit Lasern optimierten indirect drive einen hohen beschleunigertechnischen Aufwand erfordern würde, der – zumindest auf dieser Basis – einen wirtschaftlichen Betrieb unwahrscheinlich erscheinen ließ.

#### Leichtionenstrahlen
Leichtionenstrahlen können gleichfalls extrem kurz gepulst werden (beispielsweise Lithiumionen) und haben physikalisch und beschleunigertechnisch verschiedene Argumente für sich. Sie wurden vor allem in den 1970er und 1980er Jahren näher untersucht, darunter die internationale LIBRA-Studie.
Der noch immer ausstehende Nachweis der „Zündung“ eines Fusionstargets führte in der Folge auch zu keinen weiteren Studien auf der Treiberseite für Ionenstrahlen.

### Lasergetriebene Proton-Bor-Fusion
Die Entwicklung von kurz gepulsten Hochleistungslasern führte seit den Experimenten von Belyaev et al. im Jahr 2005 zu einem neuen Interesse an der lange bekannten p11B-Reaktion (siehe Kernfusion), die drei 4He-Kerne mit einem Energiegewinn von 8,7 MeV und damit „saubere“ Kernenergie – ohne Neutronenproduktion und frei von Tritium – ergibt.
Das Verfahren unterscheidet sich deutlich von der „klassischen“ Trägheitsfusion mit sphärischer Dichtekompression. Letztere wird auch als „thermonukleare“ Fusion bezeichnet, bei der die erforderliche Relativenergie der Fusionspartner durch eine hohe Temperatur des Fusionsplasmas gewährleistet wird. Die Energieeffizienz bei dieser thermonuklearen Methode hängt entscheidend davon ab, dass es gelingt, die Energie der bei der Fusion erzeugten Heliumkerne für den erforderlichen Temperaturerhalt des Fusionsplasmas einzusetzen, so dass der Brennstoff in einer sich ausbreitenden „Brennwelle“ möglichst vollständig abbrennen kann. Das wiederum setzt eine entsprechend hohe Dichtekompression voraus, die eine Abbremsung der elektrisch geladenen Heliumkerne im Brennstoffvolumen bewirkt. Für die p11B-Reaktion unter dieser thermonuklearen Methode wären die erforderlichen Temperaturen weit höher als bei der Deuterium-Tritium-Reaktion und mit heutigen Mitteln praktisch nicht realisierbar.
Dieses Problem umgeht das hier beschriebene, alternative Verfahren, das zur Unterscheidung von der thermonuklearen Trägheitsfusion auch als „Strahlfusion“ bezeichnet wird. Ein hochintensiver Laserpuls von Pikosekundendauer (oder noch kürzer) trifft auf ein Target, das Wasserstoff und Bor enthält. Das Laserfeld beschleunigt einen kurzzeitigen Protonenstrahl, so dass er gegenüber den Boratomen die für diese Fusionsreaktion optimale Relativenergie von etwa 0,6 MeV erreicht, was zu den beobachteten Fusionsreaktionen führt.
Diese Experimente sind derzeit (2021) noch mit einem wissenschaftlichen „Proof of Concept“ befasst. Den Rekord halten Untersuchungen am PALS-Laser (Prague Asterix Laser System), in denen pro Laserschuss 130 Milliarden 4He-Teilchen nachgewiesen wurden, so dass etwa 0,01 Prozent der 600 Joule Energie im Laserpuls in kinetische Energie der 4He umgewandelt wurden.
Die Annahme, dass sich die bislang beobachtete, äußerst geringe Umwandlungseffizienz von Laserenergie in Fusionsenergie signifikant erhöhen lässt, ist die Grundlage verschiedener Projekte. Der Physiker Heinrich Hora hat 2017 auf privater Basis ein Vorhaben HB11-ENERGY vorgeschlagen, das in einem Jahrzehnt Energie liefern soll.
Hora baut darauf, dass die Umwandlungseffizienz theoretisch durch eine Art Lawineneffekt dramatisch erhöht werden kann, bei der die energiereichen 4He-Kerne über multiple Stöße weitere der zunächst ruhenden Wasserstoffkerne auf die für die Fusionsreaktion angestrebte Energie von etwa 0,6 MeV bringen. Durch fortgesetzte Wiederholung dieses Prozesses soll eine „Fusionslawine“ ausgelöst werden, die zu einem echten Energiegewinn führen soll. Einen energietechnischen Vorteil der Verwendung der Protonen-Bor-Reaktion gegenüber der mit Deuterium-Tritium sieht Hora auch darin, dass die erzeugte Energie gänzlich in den elektrisch geladenen 4He-Kernen steckt, was zumindest theoretisch die Möglichkeit zulässt, diese auf direktem Weg in elektrischen Strom umzuwandeln.
In den USA sehen verschiedene Startup-Unternehmen, auch auf p11B-Basis, ihre Chance für schnellen Erfolg in unbegrenzter, sauberer Kernenergieerzeugung. Auch in Deutschland stellt sich „Marvel Fusion“ medial wirksam als weltweit erstes Startup-Unternehmen vor, das auf dieser Grundlage in den 2030er Jahren Fusionskraftwerke realisieren will. Dafür arbeitet das Unternehmen mit Siemens Energy, TRUMPF und Thales zusammen. Seit Juli 2022 kooperiert Marvel Fusion auch mit der Ludwig-Maximilians-Universität München, um an deren Lasersystem Centre for Advanced Laser Applications (CALA) gemeinsam die laserbasierte Trägheitsfusion zu erforschen. Der Freistaat Bayern unterstützt die Kooperation, indem er 2,5 Millionen Euro in das Lasersystem investiert. Über Computersimulationen hinaus ist der Ansatz bisher noch nicht gekommen (Stand Februar 2023). Die Kosten für einen Demonstrationsreaktor setzt Marvel Fusion mit ca. 1 Milliarde Euro an.

### Fachartikel
- H. Abu-Shawareb u. a.: Achievement of Target Gain Larger than Unity in an Inertial Fusion Experiment. In: Physical Review Letters. Band 132, Nr. 6, 5. Februar 2024, S. 065102, doi:10.1103/PhysRevLett.132.065102 (englisch).
- A. Casner u. a.: LMJ/PETAL laser facility: Overview and opportunities for laboratory astrophysics. In: High Energy Density Physics. Band 17, Dezember 2015, S. 2–11, doi:10.1016/j.hedp.2014.11.009 (englisch).
- T.C. Sangster u. a.: Overview of inertial fusion research in the United States. In: Nuclear Fusion. Band 47, Nr. 10, Oktober 2007, S. S686–S695, doi:10.1088/0029-5515/47/10/S17 (englisch).
- John D. Lindl u. a.: The physics basis for ignition using indirect-drive targets on the National Ignition Facility. In: Physics of Plasmas. Band 11, Nr. 2, Februar 2004, S. 339–491, doi:10.1063/1.1578638 (englisch).
- John Lindl: Development of the indirect-drive approach to inertial confinement fusion and the target physics basis for ignition and gain. In: Physics of Plasmas. Band 2, Nr. 11, 1. November 1995, S. 3933–4024, doi:10.1063/1.871025 (englisch).
- John Nuckolls, Lowell Wood, Albert Thiessen, George Zimmerman: Laser Compression of Matter to Super-High Densities: Thermonuclear (CTR) Applications. In: Nature. Band 239, Nr. 5368, September 1972, S. 139–142, doi:10.1038/239139a0 (englisch).

### Fachbücher
- Stefano Atzeni, Jürgen Meyer-ter-Vehn: The Physics of Inertial Fusion. Oxford University Press, 2004, ISBN 0-19-856264-0, doi:10.1093/acprof:oso/9780198562641.001.0001 (englisch).
- John D. Lindl: Inertial Confinement Fusion. AIP Press ; Springer, New York, NY 1998, ISBN 1-56396-662-X (englisch).
- Guillermo Velarde, Yigal Ronen, José M. Martínez-Val (Hrsg.): Nuclear Fusion by Inertial Confinement. CRC Press, Boca Raton 1993, ISBN 0-8493-6926-6 (englisch).
- James J. Duderstadt, Gregory A. Moses: Inertial Confinement Fusion. Wiley, New York 1982, ISBN 0-471-09050-6 (englisch, archive.org).
- H. Motz: The Physics of Laser Fusion. Academic Press, London ; New York 1979, ISBN 0-12-509350-0 (englisch).